# Hệ thống điều khiển hành trình

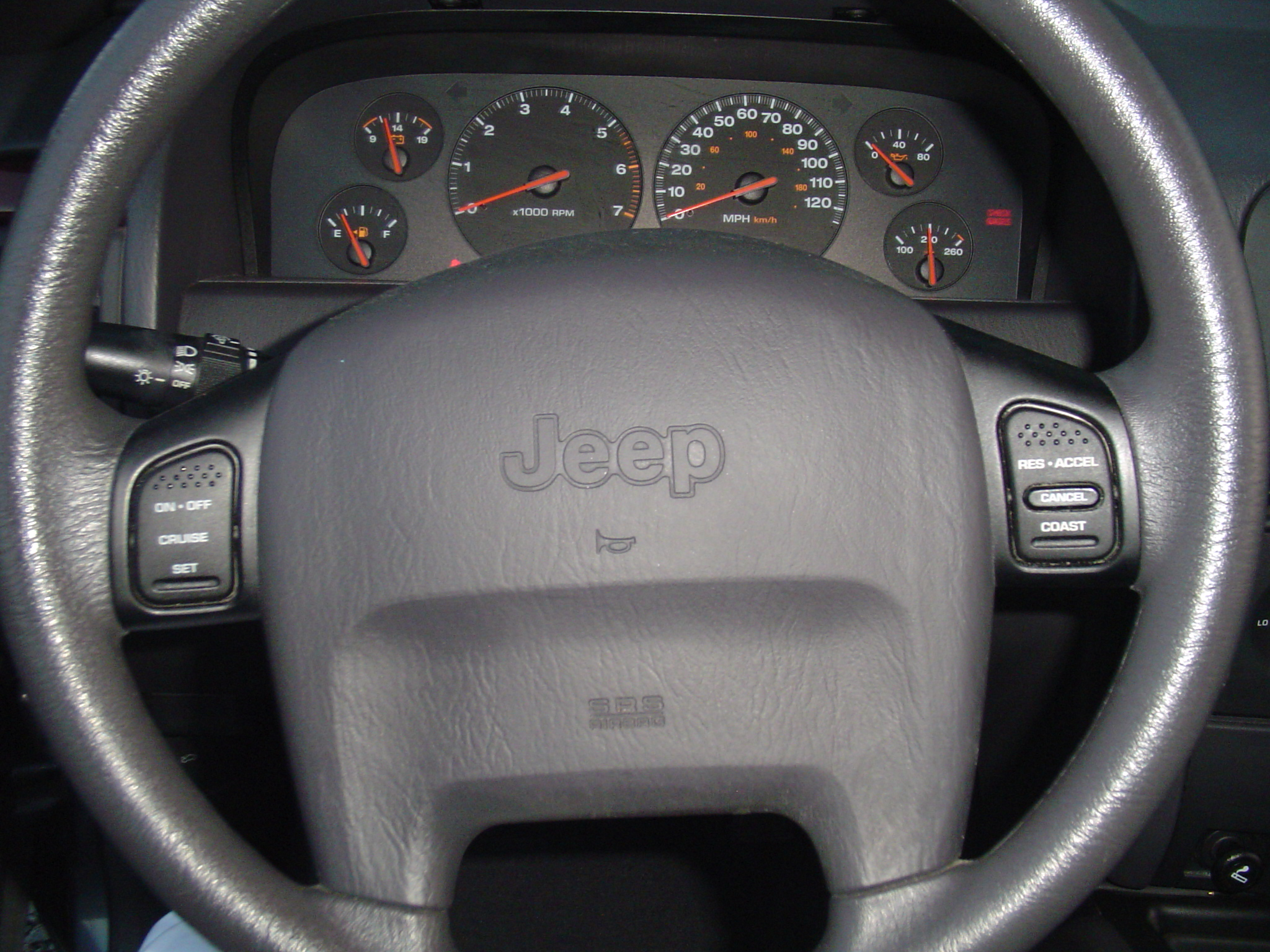
Hệ thống điều khiển hành trình trên tay lái xe Jeep Grand Cherokee 2000

Hệ thống điều khiển hành trình (Cruise Control System - CCS) tự động điều khiển góc mở bướm ga để cho xe chạy ở tốc độ đặt trước bởi người lái. Do đó người lái không cần phải nhấn lên bàn đạp ga. Xe cũng có thể chạy ở một tốc độ đặt trước khi lên dốc hoặc xuống dốc nhờ có hệ thống CCS. Hệ thống này đặc biệt có ích khi xe chạy trên đường cao tốc hoặc trên đường quốc lộ rộng không có thời gian nghỉ lâu. Do đó, người lái có thể thư giãn và lái xe một cách rất thoải mái. Một số loại xe còn có khả năng tự động giữ khoảng cách giữa các xe không đổi.

## Lịch sử
Hệ thống điều khiển hành trình với bộ điều khiển ly tâm được dùng trong ô tô từ đầu thập niên 1910, đặc biệt là hãng Peerless. Peerless quảng cáo rằng hệ thống điều khiển của họ sẽ "duy trì tốc độ dù khi xe lên hay xuống dốc". Công nghệ này được James Watt và Matthew Boulton phát minh vào năm 1788 để điều khiển động cơ hơi nước. Bộ điều khiển điều chỉnh vị trí của van tiết lưu khi tốc độ của động cơ thay đổi với trọng tải khác nhau.
Hệ thống điều khiển hành trình hiện đại được phát minh vào năm 1945 bởi kỹ sư cơ khí khiếm thị Ralph Teetor. Ý tưởng của ông nảy sinh do sự thất vọng khi ngồi trong xe do luật sư của mình lái. Theo lời ông thì vị luật sư này tăng tốc độ và hạ xuống chậm. Chiếc xe dùng hệ thống do Teetor phát minh đầu tiên là Chrysler năm 1958.

## Nguyên lý hoạt động
Trong thiết kế hiện đại, Hệ thống điều khiển hành trình có thể cần được bật trước khi dùng - với một số dạng thiết kế nó luôn mặc định là "chạy" nhưng không ở trong chế độ bật, một số khác có nút "bật/tắt", trong khi một số khác chỉ có nút "bật" mà phải nhấn chỉ sau khi đã khởi động động cơ xe. Hầu hết các xe thiết kế có nút chức năng "thiết lập", "bắt đầu lại", "gia tăng", "giảm". Một số khác có nút "hủy bỏ". Thay vào đó có thể đạp chân phanh để ngắt hệ thống đột ngột. Hệ thống hoạt động với bộ điều khiển trong tầm với dễ dàng của người lái xe, thường với 2 nút hoặc nhiều hơn trên nan hoa tay lái hoặc trên lề tay lái như ở xe Honda hoặc tại cuống đèn si-nhan như ở xe General Motors. Những mẫu thiết kế trước đây dưới dạng đĩa số để chọn tốc độ.

## Lợi và hại
Hệ thống này có những thuận lợi:
- Lợi ích cho chạy xe đường dài (giảm sự mệt mỏi của lái xe, tăng sự tiện nghi bằng cách cho phép thay đổi vị trí an toàn hơn) qua đường cao tốc và đường vắng người. Có hiệu quả tiết kiệm nhiên liệu.
- Một số lái xe dùng để tránh vi phạm hạn chế tốc độ. Người điều khiển xe thường phóng nhanh trên đường dài và không ý thức được việc vượt quá giới hạn cho phép có thể tránh được lỗi. Tuy nhiên một số người điều khiển xe cần chú ý rằng Hệ thống điều khiển hành trình có thể vượt quá mức thiết lập ban đầu khi xuống dốc với động cơ chạy không tải.

Tuy nhiên Hệ thống điều khiển hành trình có thể gây tai nạn do một số tác nhân sau:
- Do không cần thường trực dùng bàn đạp có thể dẫn tới tai nạn vì người lái xe bị mệt mỏi hoặc thiếu kinh nghiệm trên đường dài; do đó trong tương lai hệ thống này phải bao gồm một nút cảnh báo để phòng tránh.
- Trong điều kiện thời tiết khắc nghiệt, lái xe trên đường trơn hay tuyết, xe có thể bị trượt. Đạp phanh có thể khiến người điều khiển xe mất tự chủ với xe.